# Bota de Oro 2016-17

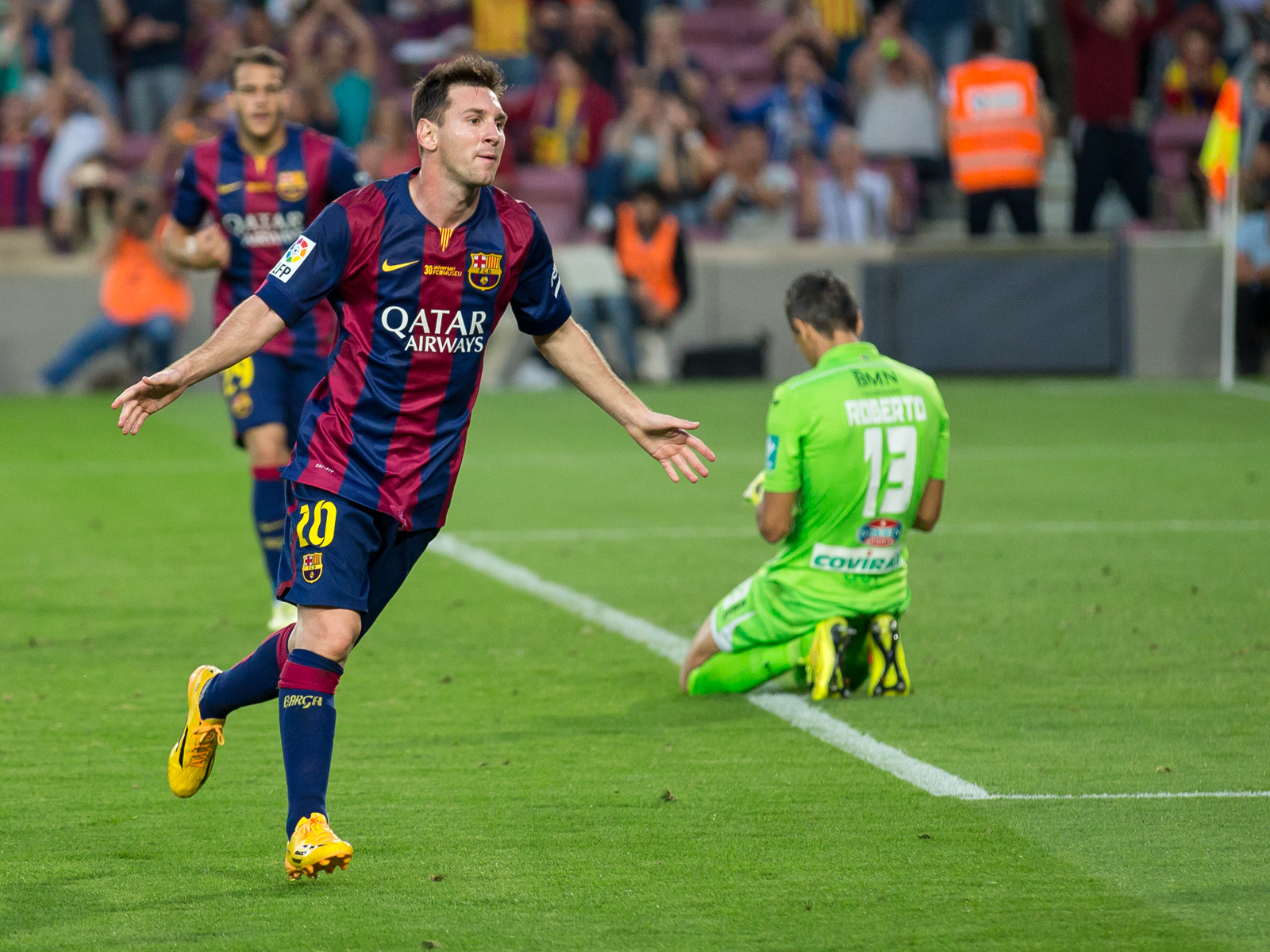
Messi ganador del premio en la temporada 2016-2017.

La Bota de Oro 2016-17 fue un premio entregado por la European Sports Magazines al futbolista que logró la mejor puntuación luego de promediar los goles obtenidos en la temporada europea. El ganador de este premio fue el jugador argentino Lionel Messi, por haber conseguido 37 goles en la Primera División de España. Contando esta, Messi logra hacerse con este galardón cuatro veces, y de igualar a Cristiano Ronaldo como máximo ganador del mencionado premio.

## Resultados
| #  | Jugador                   | Años | Club               | Liga           | Partidos | Goles | Promedio | Pts por Gol | Pts Total |
| -- | ------------------------- | ---- | ------------------ | -------------- | -------- | ----- | -------- | ----------- | --------- |
| 1. | Lionel Messi              | 29   | FC Barcelona       | Liga BBVA      | 34       | 37    | 1.09     | 2           | 74        |
| 2. | Bas Dost                  | 27   | Sporting de Lisboa | Primeira Liga  | 31       | 34    | 1.096    | 2           | 68        |
| 3. | Pierre Emerick Aubameyang | 27   | Borussia Dortmund  | Bundesliga     | 32       | 31    | 0.97     | 2           | 62        |
| 4. | Robert Lewandowski        | 28   | Bayern de Múnich   | Bundesliga     | 33       | 30    | 0.91     | 2           | 60        |
| 5. | Luis Suárez               | 29   | FC Barcelona       | Liga BBVA      | 35       | 29    | 0.83     | 2           | 58        |
| 6. | Harry Kane                | 23   | Tottenham Hotspur  | Premier League | 30       | 29    | 0.97     | 2           | 58        |